# Cathédrale Saint-Louis de Fort-de-France
Pour les articles homonymes, voir Saint-Louis et Cathédrale Saint-Louis.
La cathédrale Saint-Louis de Fort-de-France est une cathédrale catholique romaine, située à Fort-de-France, chef-lieu de la Martinique. Placée sous le patronage du roi de France saint Louis, elle fut le siège de l'évêché de Martinique-Fort-de-France-et-Saint-Pierre, érigé en 1850 par une bulle du pape Pie IX, et est actuellement le siège de l'archevêché de Saint-Pierre et Fort-de-France depuis 1967.

## Histoire de l'édifice
La première mention d'un lieu de culte à Fort-Royal date de 1671, l'église est alors un simple abri couvert de paille.

### L'édifice de Blénac
À la suite de son incendie par les Hollandais en 1674, le gouverneur Charles de Courbon-Blénac la fait remplacer par une construction en dur élevée entre 1678 et 1685, qui, selon le Père Labat, mesure 130 pieds de long sur 30 de large et comporte deux chapelles. Réparé en 1703, le nouvel édifice s'agrandit et se dote de murs épais couverts de tuiles. Un raz de marée l'endommage quelque peu en 1766.
Une tribune de la largeur du bâtiment est installée en 1829 ainsi que de nouveaux bancs. Les maisons bordant le porche de l'église sont détruites en 1836 afin de limiter les risques d'incendie, mais c'est finalement le tremblement de terre de 1839 qui dégrade fortement l'édifice et entraîne sa fermeture au culte, bien qu'il soit encore debout. Les offices se déroulent dans la grande salle de l'hospice civil, le temps qu'un nouvel édifice soit élevé sur les bases de l'ancien qui est détruit.

### L'édifice de Jolly
La première pierre du nouvel édifice, dont les travaux ont été confiés à l'architecte César Jolly, ingénieur du gouvernement, est posée en 1845. L'église est officiellement inaugurée en 1854 en tant que cathédrale, à la suite de la création du diocèse de Saint-Pierre et Fort-de-France trois ans plus tôt. Elle est la plus belle et la plus vaste église de la colonie et est dotée d'un riche mobilier.
Son toit en zinc est remplacé par un toit en tuiles en 1861. Le 22 juin 1890, le grand incendie qui ravage Fort-de-France dévaste aussi la cathédrale. Son toit est provisoirement refait pour la rendre au culte, mais il est emporté par le cyclone tropical de 1891. L'édifice est à nouveau fermé au culte et les offices se déroulent alors dans un hangar en bois installé sur la place de la Savane.

### L'édifice de Picq
L'actuelle cathédrale est élevée par l'architecte parisien Pierre-Henri Picq dès 1891 sur l’emplacement de la précédente, détruite par le cyclone de 1891. D'un style mêlant le néogothique à l'extérieur et le romano-byzantin, très à la mode à l'époque, à l'intérieur par l'emploi d'arcs en plein-cintre et d'une coupole octogonale, elle mesure 66 mètres de long sur 24 mètres de large et son ossature est entièrement métallique afin de pouvoir résister aux tremblements de terre.
Les différentes pièces métalliques (poutrelles, chapiteaux, arcs) ont été fabriquées par la société industrielle Moisant-Laurent-Savey en métropole, puis expédiées en Martinique et montées sur les fondations de l'ancienne cathédrale. La nouvelle cathédrale est solennellement inaugurée le 2 juillet 1895 par Mgr Carméné. Le tremblement de terre de 1953 ébranle fortement la flèche de la cathédrale qui doit être démontée en 1971 avec une partie du clocher pour prévenir tout risque de chute.
En 1976, la municipalité, qui est propriétaire du bâtiment, entreprend une campagne de gros travaux confiée à l'ingénieur François Lubin qui décide de restaurer complètement l'édifice. Le clocher de 58,8 mètres de haut est renforcé et rehaussé pour recevoir une nouvelle flèche de 25 mètres de haut, plus haute que la précédente, recouverte de trois mille écailles d'aluminium de couleur bronze. La cathédrale rénovée rouvre ses portes le 15 décembre 1979 lors d'une messe solennelle célébrée par Mgr Maurice Marie-Sainte.

### Restauration moderne (depuis 1990)
Le 9 octobre 1990, la cathédrale est classée au titre des monuments historiques. Elle est en restauration depuis cette date.
En 2002 a débuté le chantier de restauration du bas côté droit de la cathédrale puis en 2006 celui du bas côté gauche. En octobre 2009, c'est le chantier de restauration et de couverture de la nef et du transept qui débute.
En 2015 après plus d'un an d'arrêt, le chantier de restauration reprend par une nouvelle tranche de travaux afin de restaurer le massif occidental incluant la dépose puis la repose de la flèche. Ces travaux sont réalisés sous la direction d’Étienne Poncelet, architecte en chef des monuments historiques. La flèche est déposée en octobre 2015 et la nouvelle posée en mars 2016.

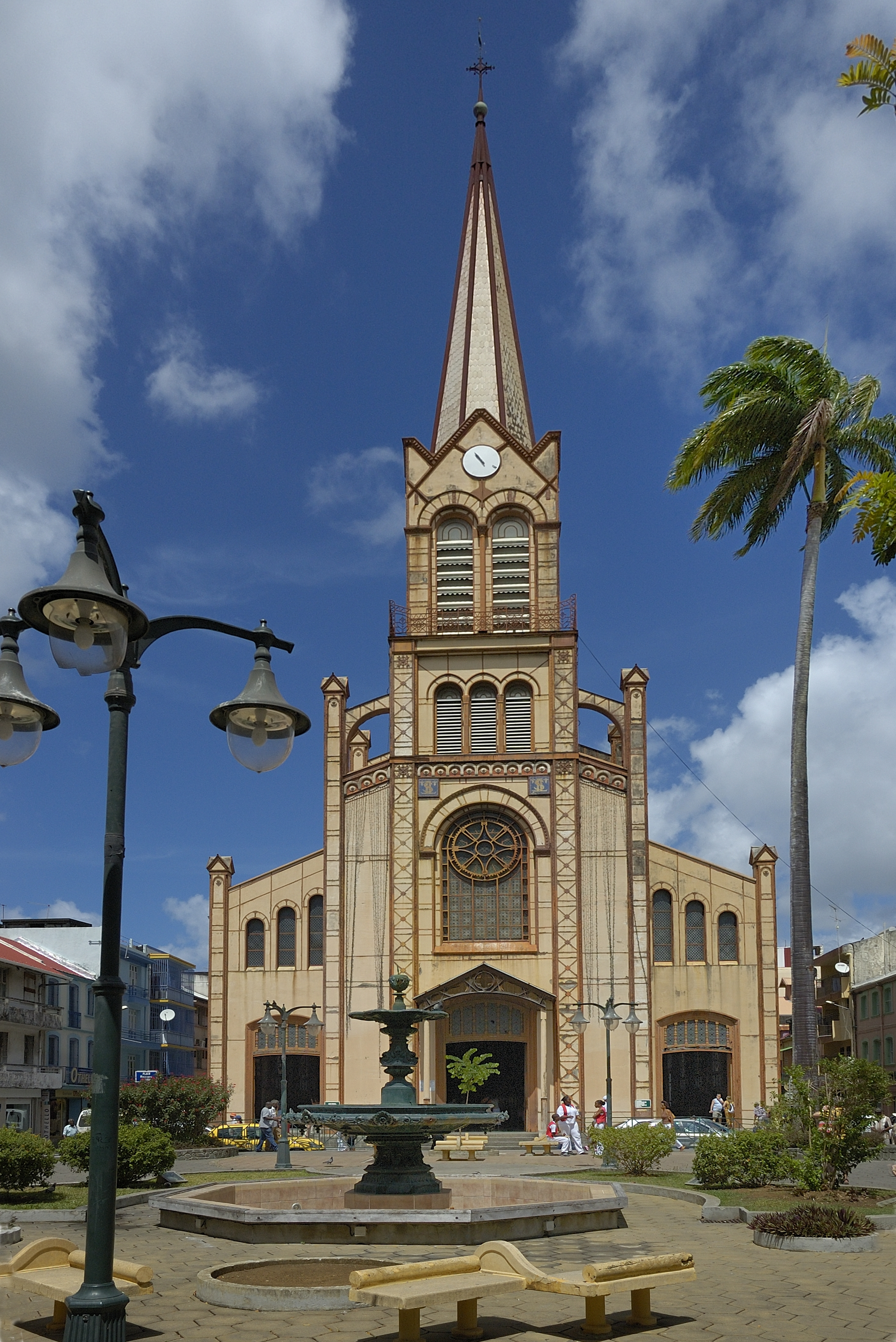
Cathédrale Saint-Louis en 2007.
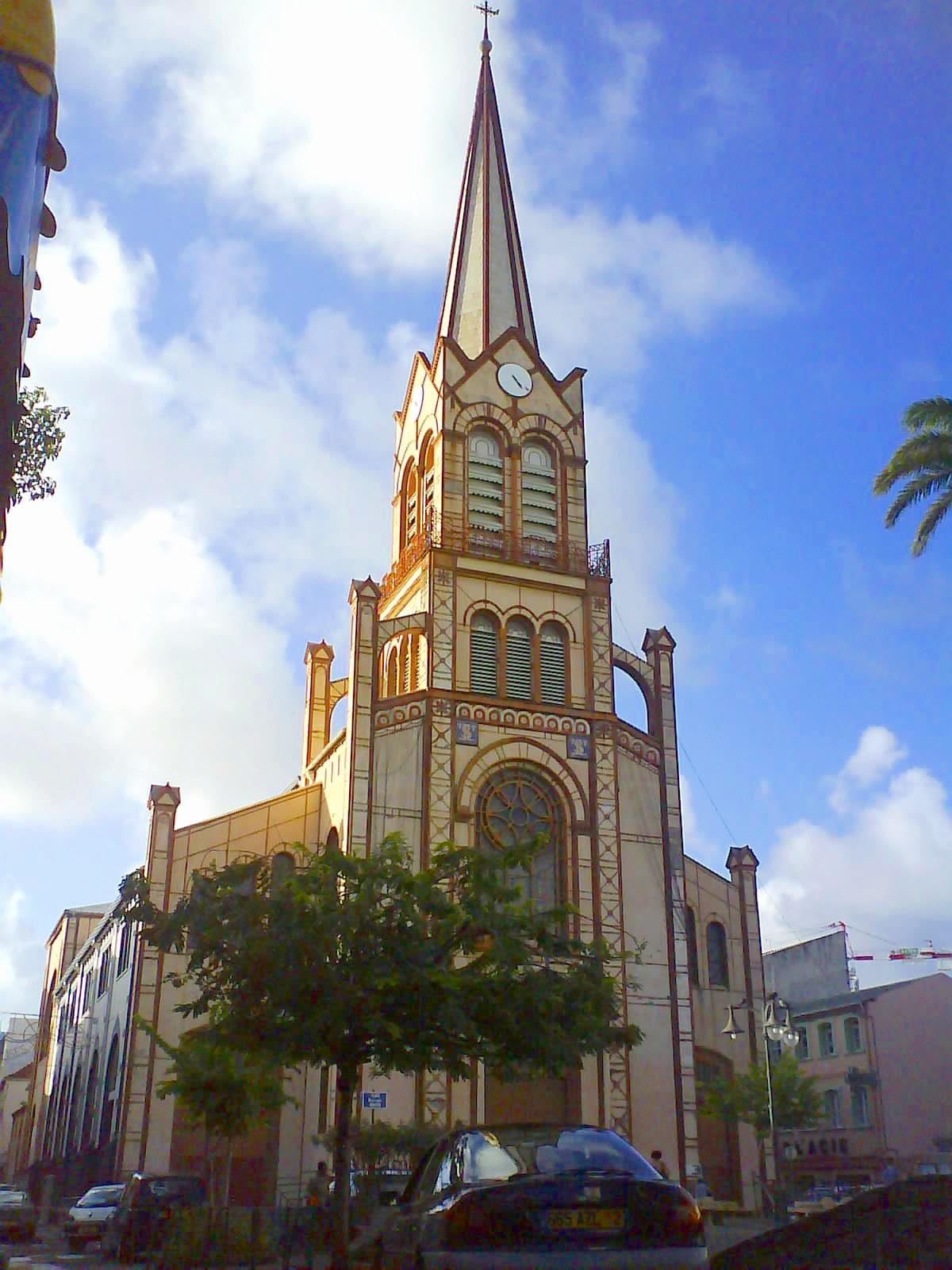
Cathédrale Saint-Louis en 2007.
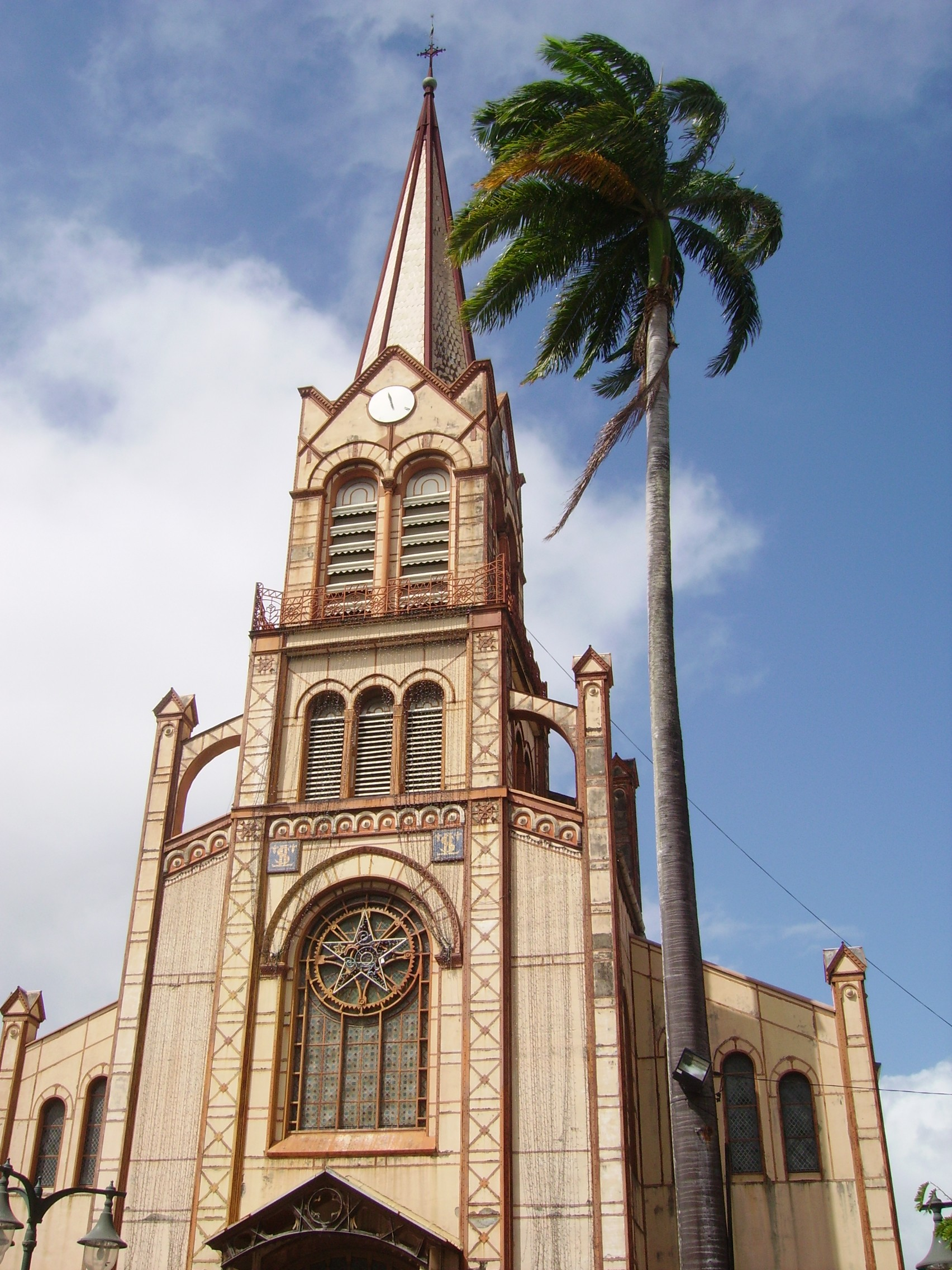
Clocher et flèche de la cathédrale Saint-Louis.
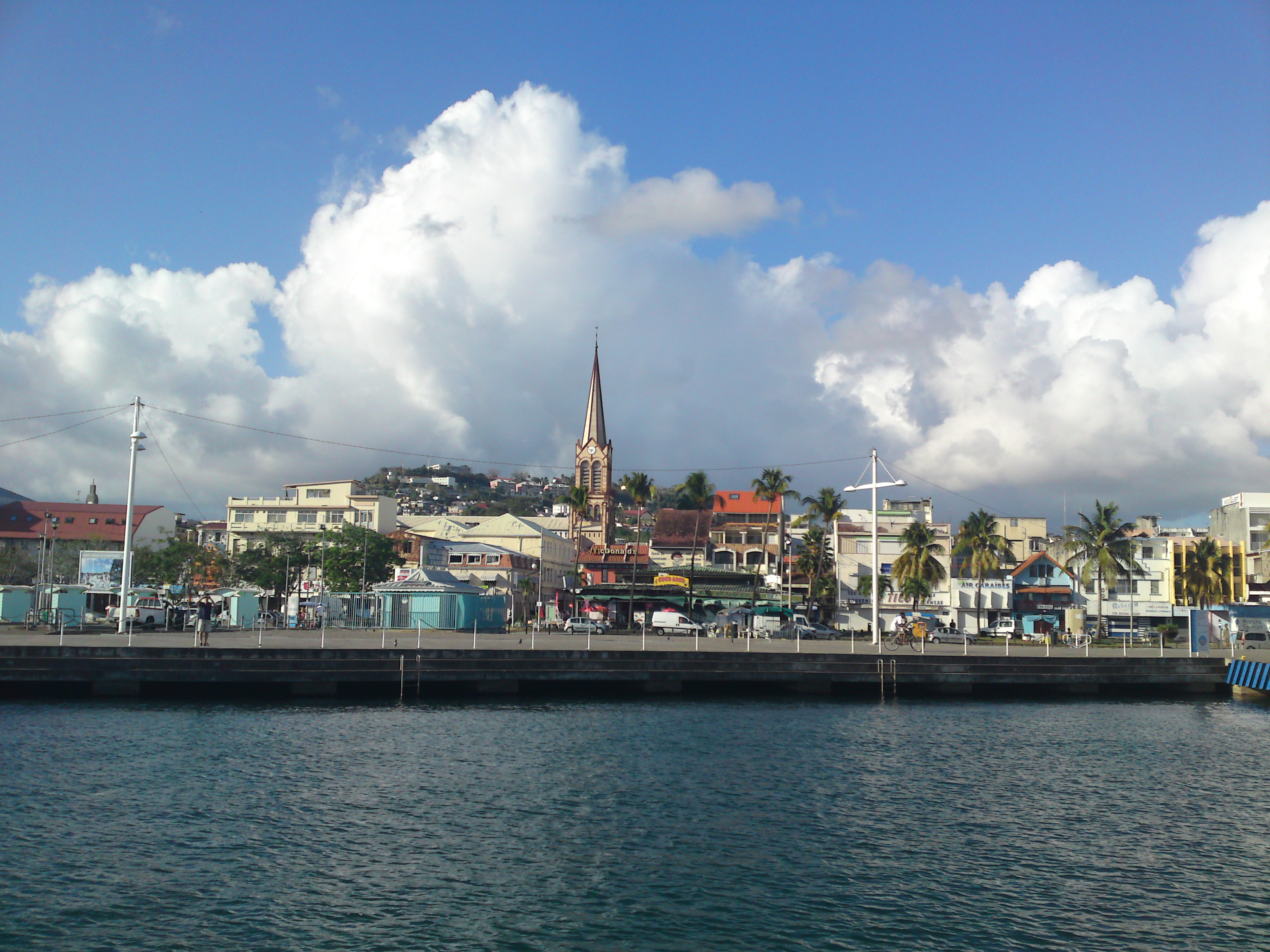
Vue de la cathédrale Saint-Louis depuis le front de mer de Fort-de-France.

## Intérieur

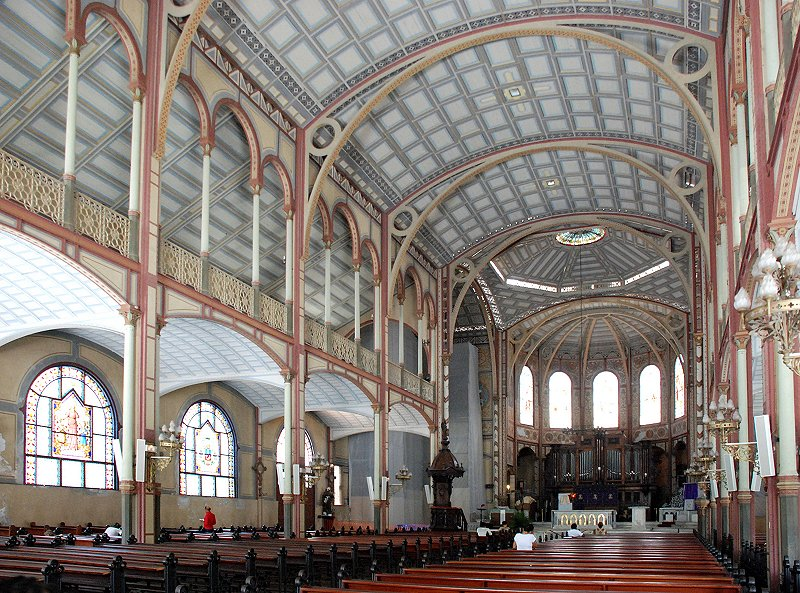
L'intérieur de la cathédrale.

L'intérieur de la cathédrale est composé d'une grande nef et de deux berceaux collatéraux. La nef comprend quatre travées encadrées de piliers à colonnettes métalliques supportant des arceaux métalliques. Les bas côtés assez larges sont surmontés de vastes tribunes aux garde-corps en fer forgé travaillé. Une coupole aplatie de forme octogonale, laissant entrer la lumière à sa base, couvre la croisée du transept.
Le décor floral intérieur ornant le moindre espace libre est protégé par un classement aux monuments historiques par arrêté du 9 octobre 1990.
La cathédrale possède encore plusieurs pièces anciennes de mobilier comme la chaire à prêcher en bois sculptée de la fin du XIXe siècle, classée à l'inventaire des monuments historiques en 1995, une partie des grilles en fer forgé aux armes de Saint-Louis entourant le chœur, les bancs en bois et une partie de l'autel de marbre.

### Les vitraux
Dix-neuf vitraux mettent en scène des personnages ou des épisodes de la vie religieuse, dont cinq consacrés à la vie de saint Louis dans l'abside. Sept vitraux sont ornés de symboles religieux ou des armoiries et devises des évêques comme celles de Mgr Le Herpeur, Porchez, Fava et Carméné. Les scènes principales sont bordées d'éléments décoratifs de flore tropicale ou d'attributs religieux. Tous ces vitraux sont l'œuvre du peintre-verrier Néret et datent de la fin du XIXe siècle.

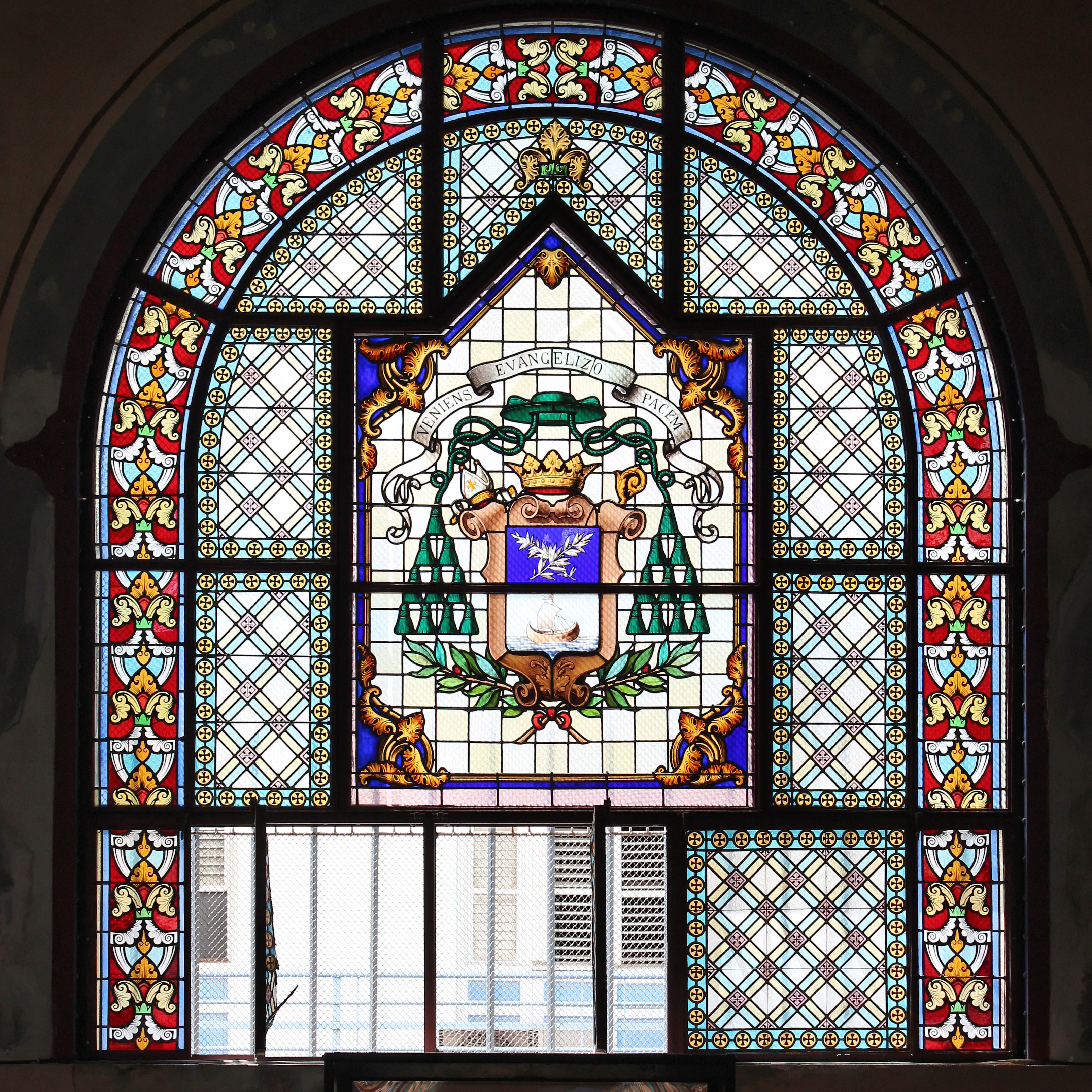
Vitrail aux armes de Mgr Le Herpeur.
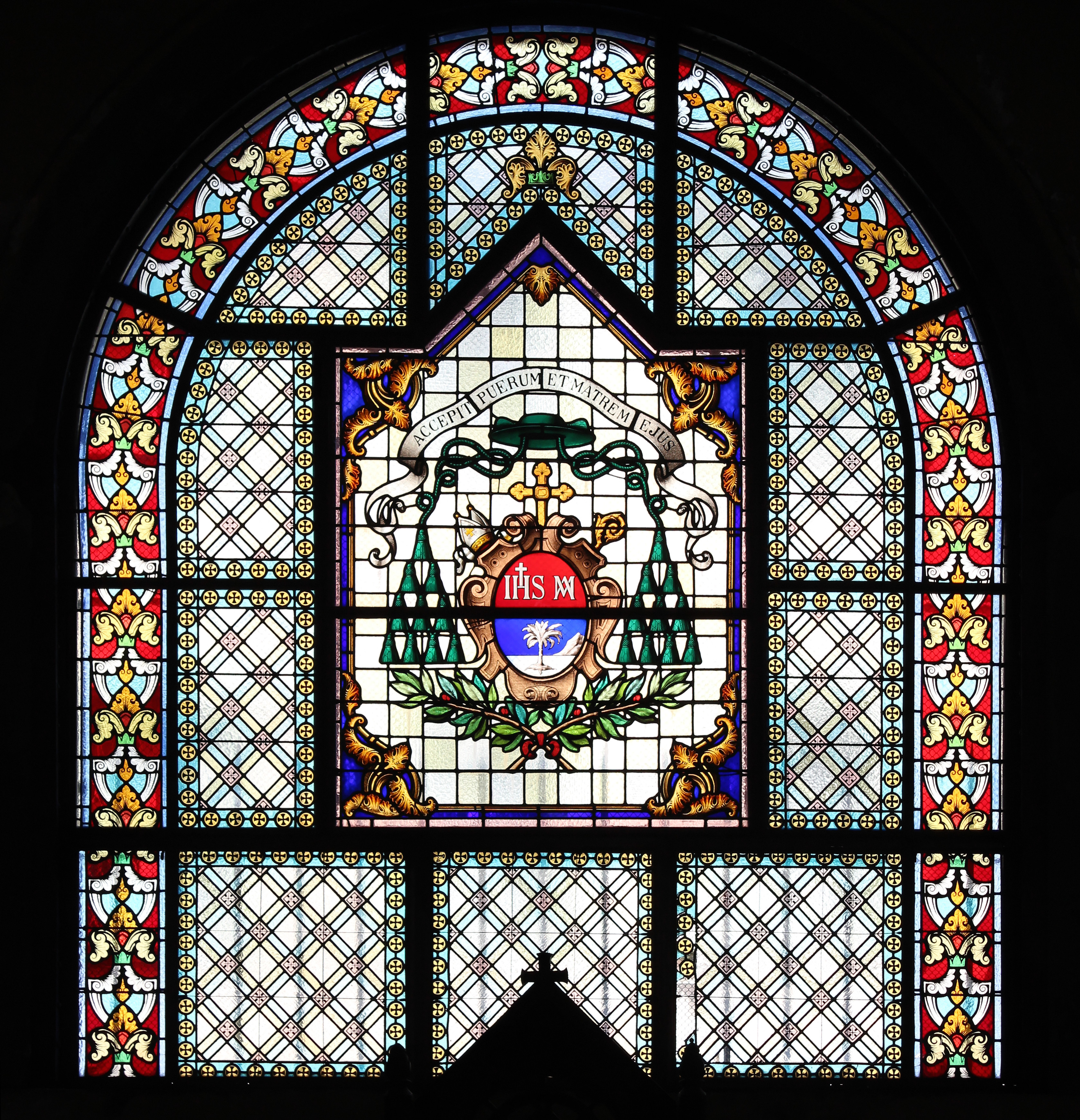
Vitrail aux armes de Mgr Fava.
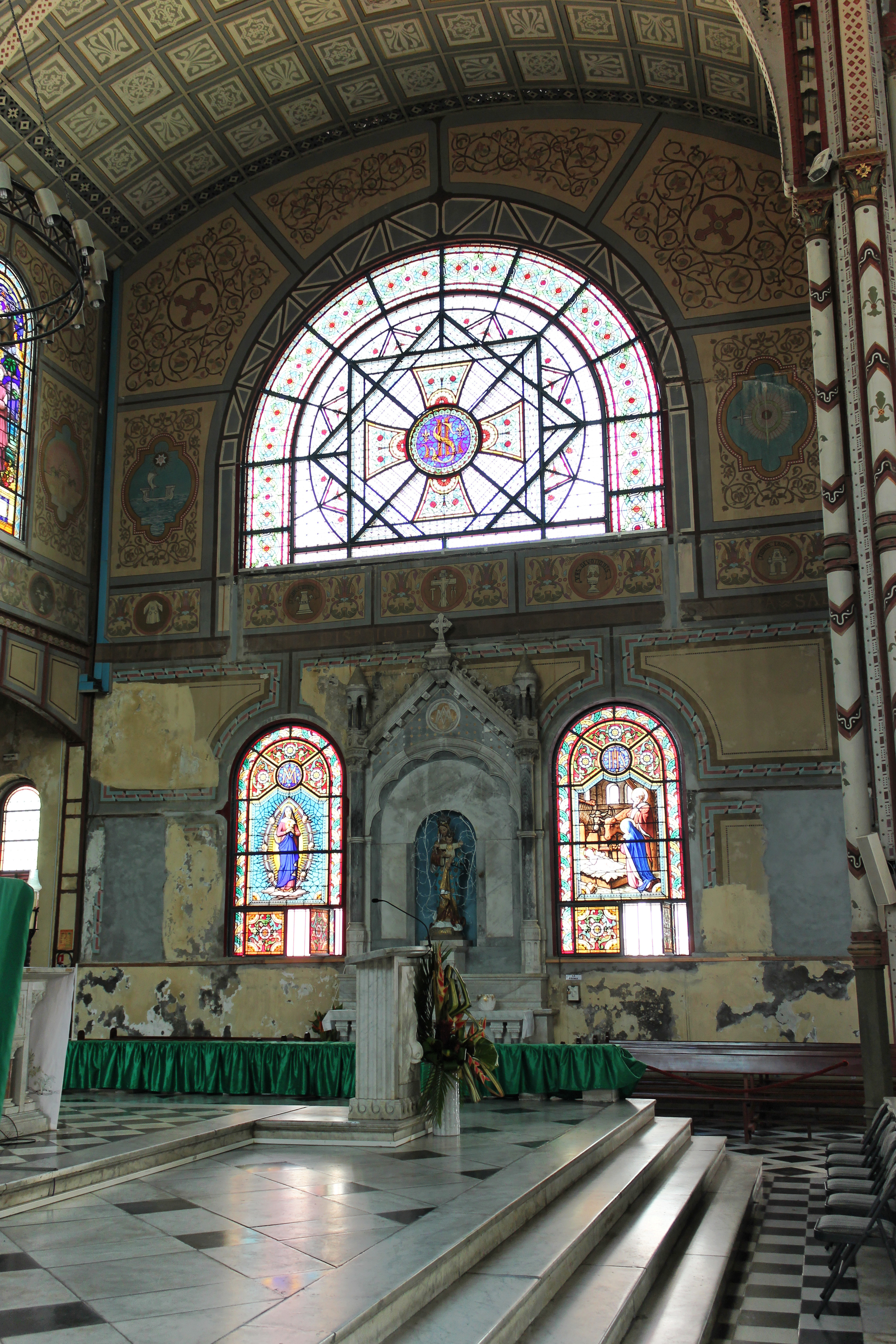
Vitraux du transept.